# Physciaceae
Physciaceae is een botanische naam voor een familie van korstmossen behorend tot de orde Lecanorales. Het typegeslacht is Physcia.

## Geslachten
De familie bestaat uit de volgende 19 geslachten:
1. Anaptychia (3)
2. Coscinocladium (2)
3. Heterodermia (48)
4. Hyperphyscia (8)
5. Kashiwadia (1)
6. Kurokawia
7. Leucodermia (11)
8. Mischoblastia (6)
9. Mobergia (1)
10. Oxnerella (1)
11. Phaeophyscia
12. Phaeorrhiza
13. Physcia
14. Physciella (8)
15. Physconia
16. Polyblastidium
17. Rinodina
18. Rinodinella (3)
19. Tornabea (1)